# Anything Goes (canción de AC/DC)
«Anything Goes» es una canción del grupo australiano de hard rock AC/DC. Es la cuarta canción de su último álbum de estudio Black Ice y el tercer sencillo de dicho álbum. 
"Anything Goes" es una de las cinco canciones del álbum que fue tocada en vivo durante el Black Ice World Tour, sin embargo, fue retirada de la lista de canciones el 25 de octubre de 2009 y no ha sido tocada en un show en vivo desde entonces. 
La portada del sencillo es la segunda en la que aparece el líder de AC/DC Brian Johnson solo (apareció en 1986 en el relanzamiento de "You Shook Me All Night Long"), mientras que otras han mostrado ya sea la banda o a Angus Young.
El video musical de "Anything Goes", que fue lanzado en el Family Jewels Disc 3, que formó parte del álbum recopilatorio de 2009 Backtracks y fue filmado en vivo en París el 25 y 27 de febrero por David Mallet.
El riff principal de la canción tiene un parecido con el riff principal de la canción "The Shape of Things to Come" de The Headboys, que tuvo un éxito menor en 1979.

## Canciones
Todas las letras escritas por Angus Young y Malcolm Young, toda la música compuesta por AC/DC. 
| Lanzamiento promocional |        |          |  |
| N.º                     | Título | Duración |  |

## Personal
- Brian Johnson – voz
- Angus Young – guitarra
- Malcolm Young – guitarra rítmica, voz secundaria
- Cliff Williams – bajo, voz secundaria
- Phil Rudd – batería

## Posición en listas
| Lista (2009)                              | Posición |
| ----------------------------------------- | -------- |
| U.S. Billboard Hot Mainstream Rock Tracks | 34       |